# 鶴田伸介
鶴田伸介（つるたしんすけ、1967年9月-）は、日本の建築家。熊工房 代表。日本大学理工学部海洋建築工学科 非常勤講師。2013年には、田口音響研究所と共同で、ブルーノート東京のバー「Backyard」音響設計を担当するなど音に造詣が深い建築家として知られる。

## 略歴
- 1967年 - 愛知県生まれ
- 1992年 - 多摩美術大学美術学部建築科 卒業。
- 1992年 - 株式会社石井和紘建築研究所　入社
- 1996年-  株式会社計画・環境建築　入社
- 1997年-  株式会社藤井伸一設計事務所　入社
- 1999年-  熊工房　設立
- 2008年-  日本大学理工学部海洋建築工学科　非常勤講師

## 主な賞歴
- 2000年 - AMERICAN WOOD DESIGN AWARDS 2000入賞　APA賞　SPC賞
- 2010年 - 東京ガス主催　住まいの環境デザインアワード2010奨励賞
- 2011年 - 東京建築士事務所協会主催　東京建築賞2011戸建住宅部門優秀賞
- 2020年 - WOOD DESIGN AWARD 2020受賞